# Verso del trono

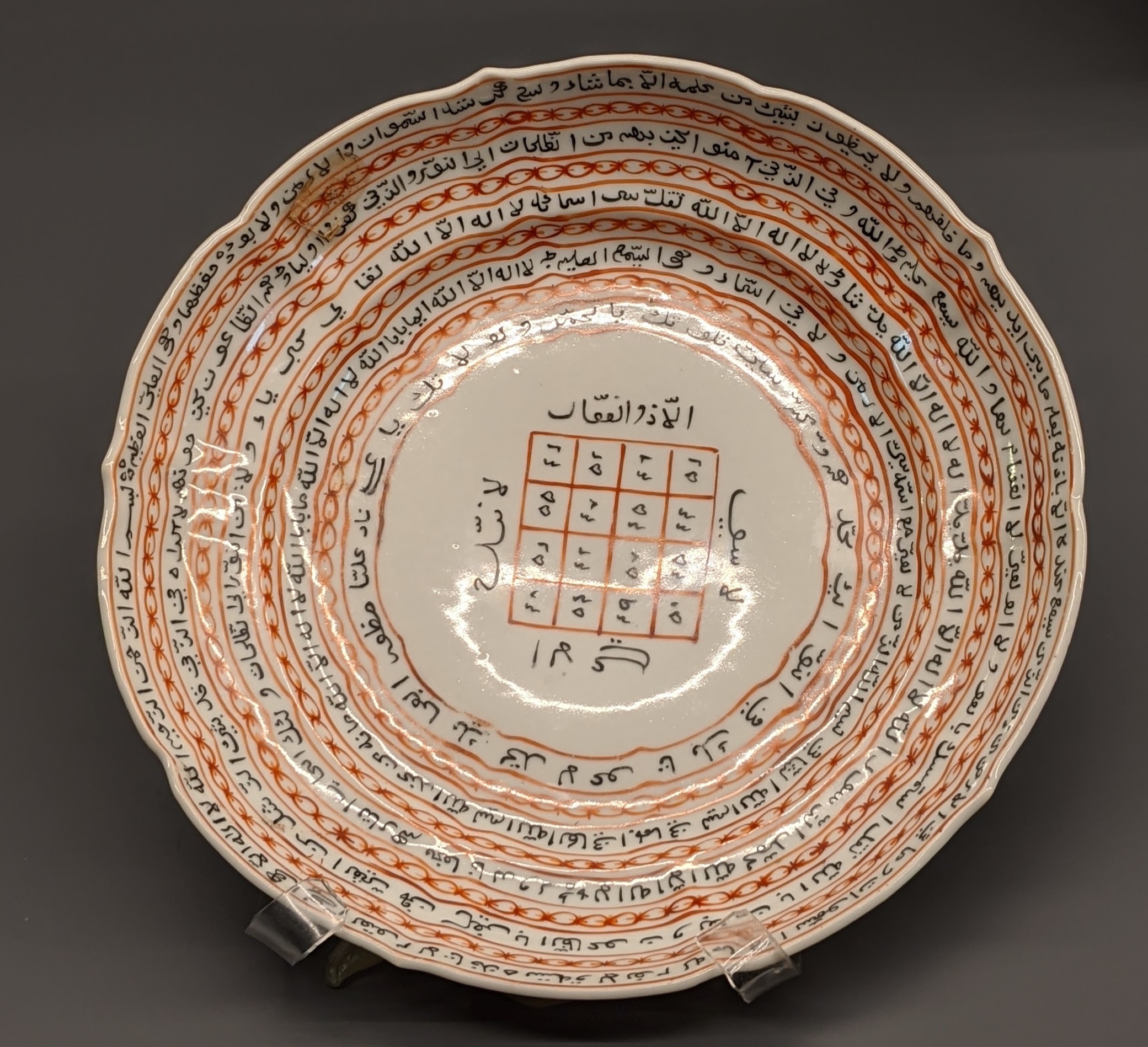
Cuenco chino del con una inscripción de Ayat al-Kursi

El Verso del trono (en árabe: آيَة الْكُرْسِي‎, romanizado: ʾāyat al-kursī) es el versículo 255 de la segunda sura del Corán, Al-Baqarah (Q2: 255). El versículo habla de cómo nada ni nadie puede ser comparado a Dios.
Este es uno de los versículos más conocidos del Corán y es ampliamente memorizado y mostrado en el mundo musulmán. A menudo se recita como una práctica de magia apotropaica para protegerse de los genios.

## Texto y significado
El Verso del trono consiste de diez oraciones.
| Árabe                                  | Transliteración                                     | Español                                                                                       |
| -------------------------------------- | --------------------------------------------------- | --------------------------------------------------------------------------------------------- |
| اللَّهُ لاَ إِلَهَ إِلاَّ هُو ج                   | Allāhu lā ilāha illā hūwa                           | Allah! ¡No hay más dios que Él!,                                                              |
| ٱلْحَىُّ ٱلْقَيُّوم ج                          | Al ḥayyu l-qayyūm                                   | el vivo, el autosostenible, Eterno.                                                           |
| لَا تَأْخُذُهُۥ سِنَةٌ وَلَا نَوْم ج                | Lā ta’khudhuhū sinatun walā nawm                    | No le afectan la somnolencia ni el sueño.                                                     |
| لَهُ مَا فِي السَّمَاوَاتِ وَمَا فِي الأَرْضِ قلے     | Lahū mā fi s-samāwāti wamā fi l-’arḍ                | A Él pertenece todo lo que existe en los cielos y en la Tierra.                               |
| مَن ذَا ٱلَّذِى يَشْفَعُ عِندَهُۥٓ إِلَّا بِإِذْنِهِۦ ج     | Man dha l-ladhī yashfa‘u ‘indahū ’illā bi’idhnih    | ¿Quién puede interceder por alguien ante Él, si no es con Su permiso?                         |
| يَعْلَمُ مَا بَيْنَ أَيْدِيهِمْ وَمَا خَلْفَهُم صلے       | Ya‘lamu mā bayna ’aydīhim wamā khalfahum            | Él conoce lo que hay ante ellos (sus criaturas) y lo que hay tras ellos.                      |
| وَلَا يُحِيطُونَ بِشَىْءٍ مِّنْ عِلْمِهِۦٓ إِلَّا بِمَا شَآء ج | walā yuḥītūna bishay’in min ‘ilmihī ’illā bimā shā’ | mientras que ellos no abarcan nada de Su conocimiento, excepto lo que Él quiera (enseñarles). |
| وَسِعَ كُرْسِيُّهُ ٱلسَّمَٰوَٰتِ وَٱلْأَرْض صلے            | Wasi‘a kursiyuhu s-samāwāti wal’arḍ                 | Su Trono se extiende sobre los cielos y la Tierra,                                            |
| وَلَا يَـُٔودُهُۥ حِفْظُهُمَا ج                    | Walā ya’ūduhū ḥifẓuhumā                             | y cuidar de ello no Le causa fatiga                                                           |
| وَهُوَ ٱلْعَلِىُّ ٱلْعَظِيمُ ۝                      | Wahuwa l-‘aliyyu l-‘aẓīm                            | Porque él es el Altísimo, El Inmenso.                                                         |

## Tradiciones

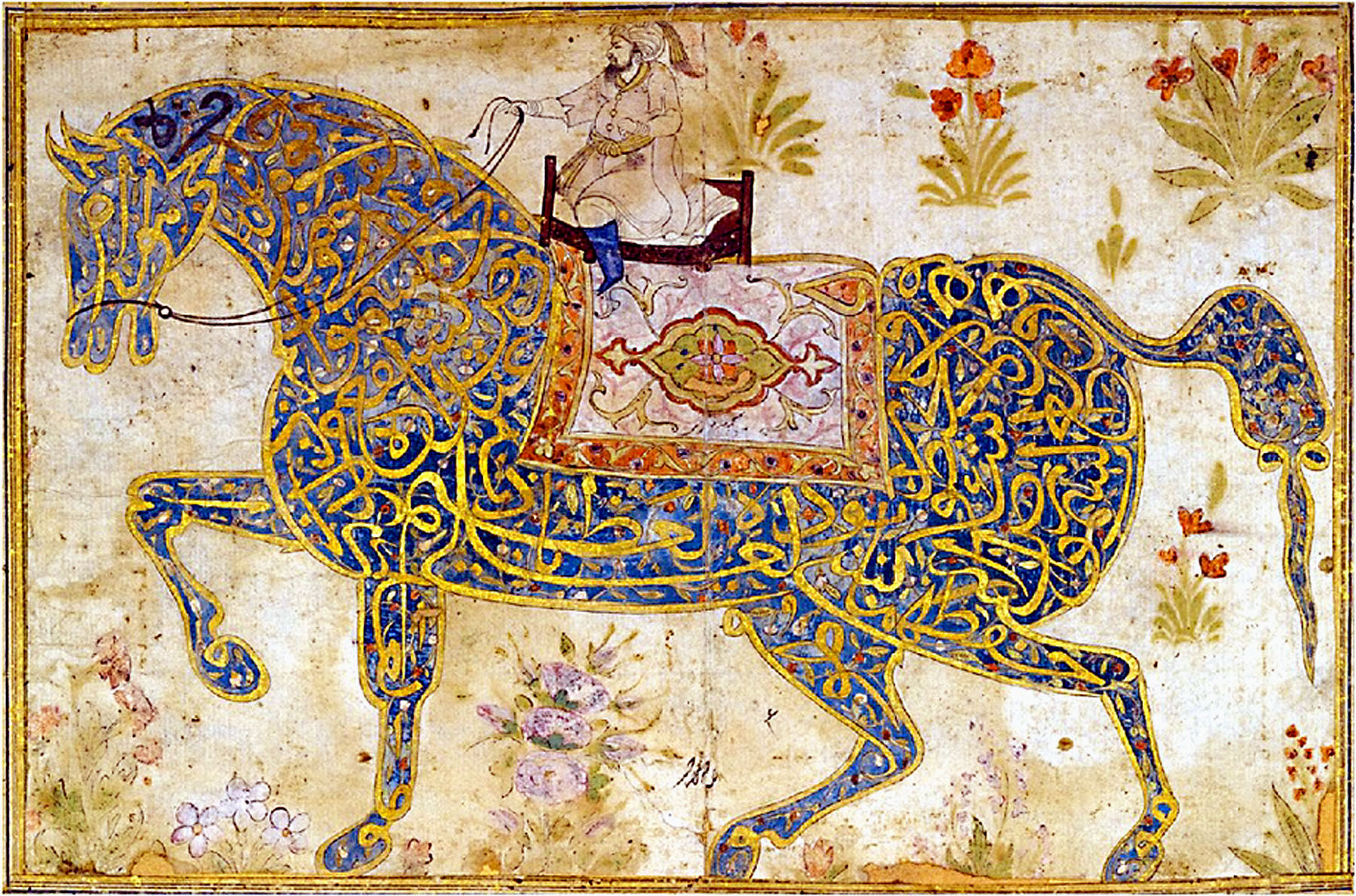
El Verso del Trono en forma de caballo caligráfico. Bijapur del, India

Ayat al-Kursi es considerado como el mejor verso del Corán según el hadiz. El versículo se considera uno de los más poderosos del Corán porque cuando se recita, se cree que se confirma la grandeza de Dios. La persona que recite esta aleya por la mañana y por la noche estará bajo la protección de Dios de la maldad de los genios y los shayatin (demonios); esto también se conoce como el adkhar diario. Se usa en exorcismo, para curar y proteger de genios y shayatin. Debido a que se cree que el Versículo del Trono otorga protección espiritual o física, los musulmanes a menudo lo recitan antes de emprender un viaje y antes de irse a dormir. El verso también se usa para la seguridad y la supervivencia de los khabis jinns durante todo el día. Se cree que recitar el versículo después de cada oración otorga la entrada al paraíso.